# Radical 112
El radical 112, representado por el carácter Han 石, es uno de los 214 radicales del diccionario de Kangxi. En mandarín estándar es llamado 石部, (shí　bù,　«radical “piedra”»); en japonés es llamado 石部, せきぶ (sekibu), y en coreano 석 (seok).
El radical «piedra» aparece casi siempre en el lado izquierdo de los caracteres que clasifica (por ejemplo, en el carácter 矴) aunque en algunas ocasiones aparece también en la parte inferior (por ejemplo, en el carácter 礬). Los caracteres clasificados bajo el radical 112 suelen tener significados relacionados con las rocas, o los minerales. Como ejemplo de lo anterior están: 硒, «selenio»; 研, «moler»; 砂, «arena».

## Nombres populares
- Mandarín estándar: 石字旁, shí zì páng, «carácter “piedra” en un lado»; 石字底, shí zì dǐ, «carácter “piedra” en la parte inferior».
- Coreano: 돌석부, dol seok bu, «radical seok-piedra».
- Japonés:　石（いし）, ishi, «piedra»; 石偏（いしへん）, ishihen, «“piedra” en el lado izquierdo del carácter».[1]
- En occidente: radical «piedra».

## Galería
| Estilos antiguos                                 | Estilos antiguos                  | Estilos antiguos                        | Estilos antiguos                   | Estilos antiguos                   | Estilos empleados actualmente       | Estilos empleados actualmente  | Estilos empleados actualmente    | Estilos empleados actualmente   | Estilos empleados actualmente  |
|                                                  |                                   |                                         |                                    |                                    |                                     | 石                             | 石                               |                                 |                                |
| 甲骨文 jiǎgǔwén (escritura de huesos oraculares) | 金文 jīnwén (escritura de bronce) | 简帛 jiǎnbó (escritura de bambú y seda) | 篆文 zhuànwén (escritura de sello) | 篆文 zhuànwén (escritura de sello) | 隸書 lìshū (estilo de los escribas) | 楷書 kǎishū (estilo regular)   | 楷書 kǎishū (estilo regular)     | 行書 xǐngshū (estilo corriente) | 草書 cǎoshū (estilo de hierba) |
| 甲骨文 jiǎgǔwén (escritura de huesos oraculares) | 金文 jīnwén (escritura de bronce) | 简帛 jiǎnbó (escritura de bambú y seda) | 大篆 dàzhuàn (sello grande)        | 小篆 xiǎozhuàn (sello pequeño)     | 隸書 lìshū (estilo de los escribas) | 繁體／繁体 fántǐ (tradicional) | 简体／簡體 jiǎntǐ (simplificado) | 行書 xǐngshū (estilo corriente) | 草書 cǎoshū (estilo de hierba) |

## Caracteres con el radical 112

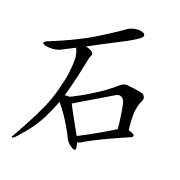

| trazos | carácter |
| ------ | --- |
| + 0    | 石 |
| + 2    | 矴 矵 矶 |
| + 3    | 矷 矸 矹 矺 矻 矼 矽 矾 矿 砀 码                                                                                        |
| + 4    | 砂 砃 砄 砅 砆 砇 砈 砉 砊 砋 砌 砍 砎 砏 砐 砑 砒 砓 研 砕 砖 砗 砘 砙 砚 砛 砜                                        |
| + 5    | 砝 砞 砟 砠 砡 砢 砣 砤 砥 砦 砧 砨 砩 砪 砫 砬 砭 砮 砯 砰 砱 砲 砳 破 砵 砶 砷 砸 砹 砺 砻 砼 砽 砾 砿 础 硁          |
| + 6    | 硂 硃 硄 硅 硆 硇 硈 硉 硊 硋 硌 硍 硎 硏 硐 硑 硒 硓 硔 硕 硖 硗 硘 硙 硚 硛                                           |
| + 7    | 硜 硝 硞 硟 硠 硡 硢 硣 硤 硥 硦 硧 硨 硩 硪 硫 硬 硭 确 硯 硰 硱 硲 硳                                                 |
| + 8    | 硴 硵 硶 硷 硸 硹 硺 硻 硼 硽 硾 硿 碀 碁 碂 碃 碄 碅 碆 碇 碈 碉 碊 碋 碌 碍 碎 碏 碐 碒 碓 碔 碕 碖 碗 碘 碙 碚 碛 碜 |
| + 9    | 碑 碝 碞 碟 碠 碡 碢 碣 碤 碥 碦 碧 碨 碩 碪 碫 碬 碭 碮 碯 碰 碱 碲 碳 碴 碵 碶 碷 碸 碹 磁                            |
| + 10   | 確 碻 碼 碽 碾 碿 磀 磂 磃 磄 磅 磆 磇 磈 磉 磊 磋 磌 磍 磎 磏 磐 磑 磒 磓 磔 磕 磖 磗 磘 磙                            |
| + 11   | 磚 磛 磜 磝 磞 磟 磠 磡 磢 磣 磤 磥 磦 磧 磨 磩 磪 磫 磬 磭 磮                                                          |
| + 12   | 磯 磰 磱 磲 磳 磴 磵 磶 磷 磸 磹 磺 磻 磼 磽 磾 磿 礀 礁 礂 礃 礄 礅                                                    |
| + 13   | 礆 礇 礈 礉 礊 礋 礌 礍 礎 礏 礐 礑 礒 礓 礔 礕 礖                                                                      |
| + 14   | 礗 礘 礙 礚 礛 礜 礝 礞 礟 礠 礡                                                                                        |
| + 15   | 礢 礣 礤 礥 礦 礧 礨 礩 礪 礫 礬                                                                                        |
| + 16   | 礭 礮 礯 礰 礱 礲 礳 礴                                                                                                 |
| + 17   | 礵 |
| + 18   | 礶 礷 |
| + 19   | 礸 |
| + 20   | 礹 |